# Nuevo Linares
Nuevo Linares är en ort i Mexiko.   Den ligger i kommunen La Misión och delstaten Hidalgo, i den sydöstra delen av landet, 180 km norr om huvudstaden Mexico City. Nuevo Linares ligger 480 meter över havet och antalet invånare är 126.
Terrängen runt Nuevo Linares är huvudsakligen bergig, men åt nordost är den kuperad. Nuevo Linares ligger nere i en dal. Runt Nuevo Linares är det ganska glesbefolkat, med 39 invånare per kvadratkilometer. Närmaste större samhälle är Chapulhuacán, 16,2 km nordost om Nuevo Linares. I omgivningarna runt Nuevo Linares växer i huvudsak blandskog.